# Выборы в ландтаг Рейнланд-Пфальца 1975
Выборы в ландтаг Рейнланд-Пфальца 1975 года состоялись 9 марта. Грандиозную победу на выборах обеспечил премьер-министр земли Гельмут Коль из Христианско-демократического союза (CDU), который набрал абсолютное большинство.

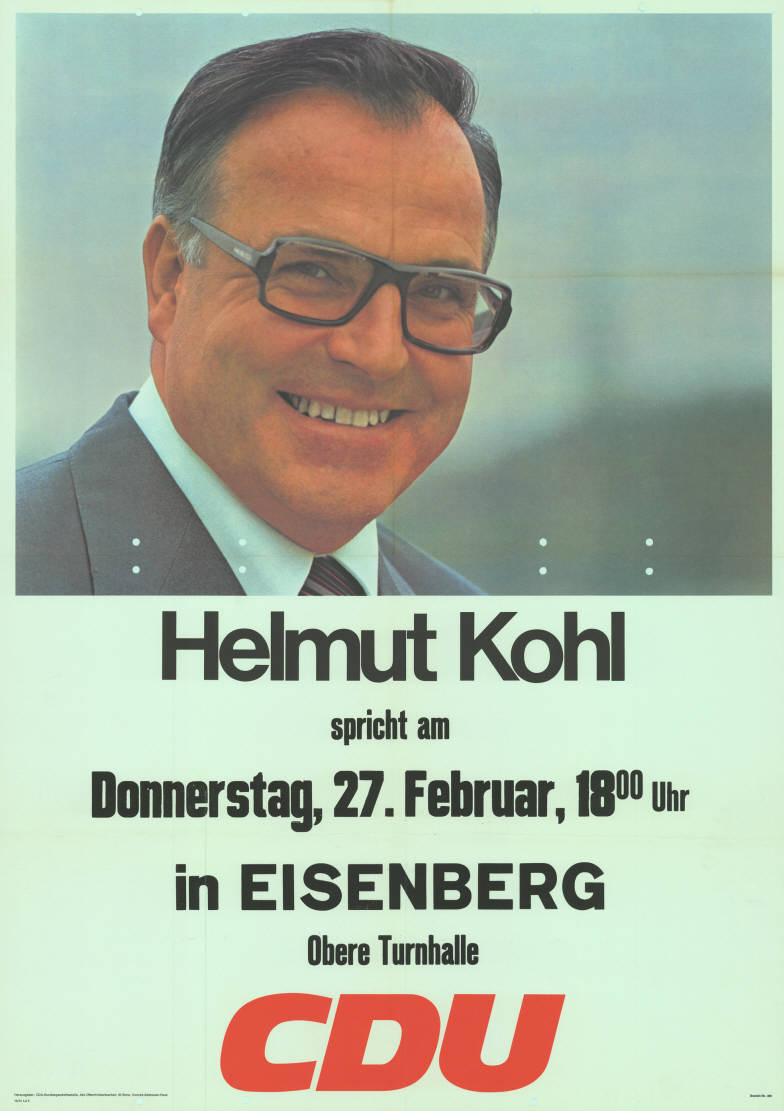
Плакат Христианско-демократического союза

## Начальное положение
Христианско-демократическому союзу противостояли оппозиционные Социал-демократическая партия Германии (SPD) и Свободная демократическая партия (FDP). До 1976 года премьер-министром был Гельмут Коль, затем — Бернхард Фогель.

## Результаты выборов
Распределение мест после выборов 1975 года
Выборы в ландтаг состоялись 9 марта 1975 года. Участие в выборах приняло 7 партий.
- Общее количество избирателей: 2 648 336;
- Количество явившихся избирателей: 2 141 144;
- Явка избирателей: 80,85 %, из них:
  - действительные голоса: 2 120 481;
  - недействительные голоса: 20 663.

| Партия                              | Партия                                       | Голосов   | %     | Мест | Изменений |
| ----------------------------------- | -------------------------------------------- | --------- | ----- | ---- | --------- |
|                                     | Христианско-демократический союз (CDU)       | 1 143 360 | 53,92 | 55   | ▲2        |
|                                     | Социал-демократическая партия Германии (SPD) | 817 018   | 38,53 | 40   | ▼4        |
|                                     | Свободная демократическая партия (FDP)       | 118 762   | 5,60  | 5    | ▲2        |
|                                     | Национал-демократическая партия (NPD)        | 22 942    | 1,08  |      |           |
|                                     | Германская коммунистическая партия (DKP)     | 11 101    | 0,52  |      |           |
|                                     | Свободные избиратели Рейнланд-Пфальца (FWG)  | 5 280     | 0,52  |      |           |
|                                     | Ассоциация избирателей «Борьба с КПГ»        | 2 018     | 0,10  |      |           |
| Недействительных бюллетеней         | Недействительных бюллетеней                  | 20 663    | 0,97  | -    | -         |
| Всего                               | Всего                                        | 2 141 144 | 100   | 100  | -         |
| Зарегистрированных избирателей/явка | Зарегистрированных избирателей/явка          | 2 120 481 | 80,85 | -    | -         |